# Escotobiología
Escotobiología o escobobiología (del griego σκότος [scotos] ‘oscuridad‘) es el estudio de la biología que es afectado directamente y específicamente por la oscuridad, es opuesto a la fotobiología, el cual describe los efectos biológicos de la luz.

## Introducción
La escotobiología reúne bajo una sola descripción  un rango amplio de enfoques al estudio biológico de la oscuridad.  Esto incluye trabajo en los efectos de oscuridad en el comportamiento y metabolismo de animales, plantas, y microbios.  Algunos de este trabajo han salido a finales del siglo,y sienta las bases para comprender la importancia de la oscuridad y los cielos nocturnos no sólo para humanos sino para toda especie biológica.

## Efectos de oscuridad
Muchos de las actividades biológicas y conductas de plantas, animales (incluyendo pájaros y anfibios), insectos, y los microorganismos son afectados negativamente por contaminación lumínica por la noche o solo puede funcionar eficazmente durante o como consecuencia de la oscuridad nocturna. Tales actividades incluyen forrajeo, criando y comportamiento social en animales superiores, anfibios, e insectos, los cuales son todos afectados de varias maneras si la contaminación lumínica ocurre en su entorno. Estos no son meramente fenómenos  fotobiológicos ; los actos de contaminación lumínica puede interrumpir procesos críticos que requieren oscuridad.  

## Etimología
En 2003, en un simposio sobre Ecología celebrada en la noche  en Muskoka, Canadá, la discusión se centró alrededor de los muchos efectos de la contaminación lumínica nocturna en la biología de una gama amplia de organismos, pero fue mucho más allá de esto al describir la oscuridad como un imperativo biológico para el funcionamiento de los sistemas biológicos. Las presentaciones se enfocaron en el requisito absoluto de oscuridad para muchos aspectos de metabolismo y comportamiento normales de muchos organismos y para la progresión normal de sus ciclos de vida. Debido a que no había un término adecuado para describir el enfoque principal del Simposio, se introdujo el término "scotobiology" (castellanizado como escotobiología).  La palabra derivada a partir del griego scotos (escoto), σκότος, "oscuridad," y relacionada con la fotobiología, el cual describe los efectos biológicos de la luz (φῶς, phos; raíz: φωτ-, phot-). El término escotobiología parece no haber sido utilizado previamente, aunque en la literatura han aparecido términos relacionados como escototropismo y escotofilo